# Keith Haring
Keith Haring (4/5/1958 – 16/2/1990) là một nghệ sĩ và nhà hoạt động xã hội. Các tác phẩm của ông phản ánh văn hóa đường phố của Thành phố New York những năm 1980.

## Thuở niên thiếu
Sinh ra ở Reading, Pennsylvania, Haring lớn lên ở Kutztown với mẹ của mình, Joan Haring, và cha của ông Allen Haring, nghệ sĩ vẽ tranh biếm họa. Ông có ba em gái, Kay, Karen và Kristen. Cha mẹ Keith muốn đặt tên cho tất cả các con có tên bắt đầu với K. Haring đã thích thú nghệ thuật từ khi còn nhỏ. Từ 1976 đến 1978 ông học mỹ thuật thương mại tại Trường Mỹ thuật công nghiệp Ivy, một trường nghệ thuật ở Pittsburgh. Ông sớm chán mỹ thuật thương mại, và chuyển sang học Mỹ thuật (Fine Arts).
Năm 19 tuổi, năm 1978, Haring chuyển đến thành phố New York, nơi ông được lấy cảm hứng từ nghệ thuật graffiti, và học tại Trường School of Visual Arts.

## Sự nghiệp
Haring nhận được sự chú ý của công chúng lần đầu tiên với các bản vẽ phấn tại ga tàu điện ngầm New York (xem nghệ thuật công cộng). Đây là những tác phẩm nghệ thuật pop đầu tiên được công nhận của ông. Các triển lãm này đã được quay phim bởi nhiếp ảnh gia Tseng Kwong Chí.Trong thời gian này, "The Radiant Baby " đã trở thành biểu tượng của ông. Những nét vẽ táo bạo, màu sắc sống động, và những hình tượng sinh động mang thông điệp mạnh mẽ của cuộc sống và sự đoàn kết. Bắt đầu từ năm 1980, ông đã tổ chức triển lãm tại Club 57. Ông tham gia Triển lãm tại Quảng Trường Thời Đại và lần đầu tiên vẽ động vật và khuôn mặt con người. Năm 1981, ông phác thảo bản vẽ phấn đầu tiên trên giấy màu đen và sơn nhựa, kim loại và các đối tượng được tìm thấy.
Haring góp phần vào làn sóng triển lãm New York New Wave vào năm 1981 và năm 1982, ông đã có triển lãm độc quyền đầu tiên của mình tại Tony Shafrazi Gallery. Cùng năm đó, Haring đã tham gia trong Documenta 7 tại Kassel, Đức. Đến năm 1982, ông làm bạn với đồng nghiệp nghệ sĩ mới nổi Futura 2000, Kenny Scharf, Madonna và Jean-Michel Basquiat. Cùng năm đó ông đã tham gia vào Quỹ nghệ thuật công chúng "Thông điệp tới công chúng", trong đó ông đã vẽ tranh cho Ban Spectacolor tại Times Square. Ông đã tham gia trong Whitney Biennial vào năm 1983, cũng như trong các São Paulo Biennial. Ông biết Andy Warhol, chủ đề của một số phần bao gồm cả của Haring là "Andy chuột." Tình bạn của ông với Warhol sẽ chứng minh là một yếu tố quyết định trong thành công cuối cùng của mình, đặc biệt là sau cái chết của họ.
Trong tháng 12 năm 2007, một phần diện tích của tòa Dệt may Mỹ trong khu phố TriBeCa của thành phố New York được phát hiện có chứa một bức tranh của Haring từ năm 1979.

## Sự nghiệp quốc tế
Năm 1984, Haring đến thăm Úc vẽ tranh tường ở Melbourne (như các năm 1984 "Xem chi tiết-Mural tại Collingwood trường Cao đẳng, Victoria ') và Sydney và nhận được 1 hoa hồng AU $ 1000 từ các Thư viện Quốc gia của Victoria và các Trung tâm Úc Nghệ thuật đương đại để tạo ra một bức tranh tường, dựa trên thiết kế graffiti của mình, tạm thời thay thế màn chắn nước tại Thư viện Quốc gia. Ông cũng đã đến thăm và sơn tại Rio de Janeiro, Paris Bảo tàng Nghệ thuật Hiện đại, Minneapolis và Manhattan. Ông thậm chí còn thiết kế một chiếc áo khoác mặc bởi Madonna hồng wigged cho một buổi biểu diễn của bài hát " Like a Virgin " cho điệu nhảy truyền hình chương trình Vàng rắn.
Năm 1985 Haring bắt đầu vẽ tranh sơn dầu. Đồng thời, Bảo tàng Nghệ thuật Hiện đại ở Bordeaux đã mở một cuộc triển lãm tác phẩm của ông, và ông đã tham gia Paris Bienial. Ông đã xuất hiện trên MTV vào tháng 10 năm 1985, sơn các thiết lập trong một "khách VJ" lưu trữ đặc biệt người bạn của mình, keyboarder Nick Rhodes của Duran Duran. Năm 1986 Haring vẽ bức tranh tường ở Amsterdam, Paris, Phoenix và ở Berlin trên Bức tường Berlin tại Cổng Brandenburg. Đồng thời, ông đã vẽ cơ thể của Grace Jones cho video âm nhạc của cô "Tôi không hoàn hảo." và mở một cửa hàng bán lẻ ở SoHo gọi là Cửa hàng Pop, bán hàng hóa mang hình ảnh mang tính biểu tượng của mình bao gồm áo thun, đồ chơi, áp phích và các đối tượng khác với các bản sao của nghệ thuật của mình, các cửa hàng đóng cửa trong năm 2005. Haring cũng tạo ra hình ảnh quảng cáo cho vodka Absolut và đồng hồ Swatch.
Khi được hỏi về "thương mại hóa" công việc của mình, ông Haring cho biết: "Tôi có thể kiếm được nhiều tiền hơn nếu tôi chỉ vẽ một vài điều và lắp đặt giá cửa hàng của tôi là một phần mở rộng của những gì tôi đã làm tại các trạm tàu điện ngầm. phá vỡ rào cản giữa nghệ thuật cao và thấp ". Sự xuất hiện của các cửa hàng Pop, công việc của mình bắt đầu phản ánh chính trị - xã hội các chủ đề, chẳng hạn như chống phân biệt chủng tộc, nhận thức về AIDS, và cocaine. Ông thậm chí còn tạo ra một số nghệ thuật pop phần ảnh hưởng bởi các sản phẩm khác: Absolut Vodka, Lucky Strike thuốc lá, và Coca-Cola. Năm 1987, ông đã có triển lãm riêng của mình ở Helsinki và Antwerp, trong số những người khác. Ông cũng thiết kế bìa cho album Giáng sinh rất đặc biệt, mà Madonna đã được bao gồm lợi ích. Năm 1988, ông tham gia nhóm chọn lọc các nghệ sĩ có tác phẩm xuất hiện trên nhãn của rượu vang Chateau Mouton Rothschild.
Haring cũng tạo ra một bức tranh tường của công chúng trong bộ phận chăm sóc ngoại trú của Woodhull Trung tâm y tế y tế và tâm thần Flushing Avenue, Brooklyn.
Năm 1988, Haring đã được chẩn đoán mắc bệnh AIDS. Ông thành lập Quỹ Keith Haring vào năm 1989, nhiệm vụ của mình để cung cấp kinh phí và hình ảnh để các tổ chức AIDS và các chương trình của trẻ em như Kinderstern, và mở rộng đối tượng cho công việc của Haring thông qua triển lãm, các ấn phẩm và cấp giấy phép các hình ảnh của mình. Haring đã đăng hình ảnh của mình trong những năm cuối của cuộc đời mình để nói chuyện về bệnh tình của mình và tạo ra các hoạt động và nâng cao nhận thức về AIDS. Ông qua đời 2 năm sau đó do bị AIDS.
Trong tháng 6 năm 1989, trên bức tường phía sau của tu viện của Giáo hội Sant'Antonio (trong tiếng Ý: Chiesa di Sant'Antonio dịu đi) ở Pisa (Ý), ông đã vẽ tác phẩm cuối cùng về cuộc sống của mình, bức tranh tường "Tuttomondo" (dịch: "tất cả các thế giới"), cùng với 6 phim hoạt hình Sesame Street (mà sau này phát sóng một năm sau khi ông chết).